# Black Dog (film, 2024)
Pour les articles homonymes, voir Black Dog.
Pour plus de détails, voir Fiche technique et Distribution.
Black Dog est un film dramatique chinois réalisé par Guan Hu et sorti en 2024,.

## Synopsis
Lang, la trentaine, sort de prison suite à son implication dans la mort d'un homme et retourne dans son village natal, près du désert de Gobi. Alors que les Jeux de Pékin 2008 approchent, Il est embauché pour capturer les très nombreux chiens errants qui occupent des quartiers abandonnés destinés à être détruits. Il recueille alors un chien noir, accusé de porter la rage, qui effraie les habitants. Lang et le chien s'attachent silencieusement l'un à l'autre.

## Fiche technique
Sauf indication contraire, les informations mentionnées dans cette section peuvent être confirmées par les bases de données cinématographiques IMDb et Allociné,  présentes dans la section « Liens externes ».
- Titre original : 狗阵
- Réalisation : Guan Hu
- Scénario : Guan Hu, Rui Ge et Wu Bing
- Musique : Breton Vivian et Fei Yu
- Décors : Tingxiao Huo
- Costumes : Li Zhou
- Photographie : Weizhe Gao
- Son : Fu Kang
- Montage : Yongyi He et Matthieu Laclau
- Production : Jing Liang et Wenjiu Zhu
  - Coproduction : Justine O. et Donghui Wang
- Société de production : The Seventh Art Pictures
- Société de distribution : Memento
- Pays de production :  Chine
- Langue originale : mandarin
- Format : couleur — 35 mm[3],[4] — 2,47:1[3],[4] — son 5.1
- Genre : drame
- Durée : 110 minutes
- Dates de sortie :
  - France : 18 mai 2024 (Festival de Cannes) ; 5 mars 2025 (en salles)
  - Chine : 15 juin 2024

## Distribution
- Eddie Peng : Lang
- Liya Tong (en) : Raisin
- Xiaoguang Hu : le boucher Hu
- Jia Zhangke : oncle Yao
- Zhang Yi (en) : le manager
- You Zhou : Nie

## Bande originale
La chanson du générique de fin ainsi que de certaines scènes du film est signé Hey You du groupe Pink Floyd. Lang a d'ailleurs un poster du film The Wall dans sa chambre, et son lecteur de cassettes lit en boucle la chanson. Sa moto est également siglée "Pink Floyd".

## Accueil
En France, le site Allociné donne une moyenne de 4,2⁄5, d'après l'interprétation de 29 critiques de presse.

## Distinction

### Récompense
- Festival de Cannes 2024 : prix Un certain regard[4]